# نيلسون إيفانز
نيلسون إيفانز (بالإنجليزية: Nelson Evans)‏ هو مصور أمريكي، ولد في 6 يونيو 1889، وتوفي في 17 أكتوبر 1922.